# Merlin Színház
A Merlin Színház egy sokszínű, nyitott kulturális intézmény és művészeti központ. A magyarországi angol nyelvű színjátszás megteremtője.

## Fekvése
A Merlin Színház Budapest központjában, a Deák Ferenc térhez közel, a Gerlóczy utca 4. szám alatt fekszik. Az art deco stílusú, patinás épület régen trafóházként üzemelt.

## Története
A Merlin Színházat 1991-ben alapították. A Jordán Tamás és Lázár Kati vezetésével működő Merlin Színészképző Műhelynek és előadásainak helyet adó intézmény a kezdetektől fogva befogadó színházként is működik. Helyet ad az International Merlin Jazz klubnak , a budapesti szellemi és kulturális élet egyik központja, találkozási helye a budapesti kulturális élet alkotóinak és a közönségnek. Színházi fesztiválok, dzsesszkoncertek, komolyzenei koncertek helyszíne.
A sikeres magyar produkciók mellett számos külföldi előadóművésznek és társulatnak adott otthont – mint a Derevo, a The Royal Shakespeare Company, vagy akár Susannah York, ezzel megteremtve a magyarországi angol nyelvű színjátszást.
A színház 19 éves fennállása óta számos olyan társulat létrejöttét segítette, amelyek mára nemzetközi sikereknek örvendenek (pl.: Krétakör).
„A MERLiN 19 éves működése bizonyítja, hogy a színházat működtető csapat és a hozzánk kapcsolódó művészek mindig valami különlegeset, magas színvonalút, európait hoznak a magyar kulturális életbe.”

## Profil
„A MERLiN sosem akart „csak" színház lenni. Mi mindig a „HELY" akartunk lenni Budapesten. Nyughatatlanságunk, kíváncsiságunk, európaiságunk mára egy olyan művészeti központot hozott létre, mely megállja a helyét a világ bármelyik más kulturális intézményével összehasonlítva.”
A Merlin Színház egy olyan művészeti és közösségi központ, amely nemcsak nemzetközi produkciók bemutatásával, de más Európai Unióhoz köthető szolgáltatásain keresztül hozzájárul Magyarország kulturális értékeinek népszerűsítéséhez.
A Merlin befogadó színházi minősége mellett magas színvonalat képviselő klub-és szórakozóhelyként is sikeresen üzemel.

## bEUgró
2004-ben Magyarország több más országgal együtt csatlakozott az Európai Unióhoz, és a bEUgró nevezetű rendezvénysorozat lehetőséget adott ezen országok kulturális bemutatkozására.
A rendezvénysorozat legfontosabb célja a kelet-európai nációk kulturális bemutatása.
Ezen kívül a bEUgró szeretné elérni a nemzetközi összefogást és harmonizációt, mindezt igényes, művészeti kereteken belül.
A program kezdetétől 4 hónapon keresztül, a 2004-ben csatlakozott országok folyamatosan lehetőséget kaptak a bemutatkozásra. Ezen kívül a rendezvény időtartama alatt minden második héten két csatlakozásra jelölt ország művészeti delegációja képviselhette magát.
A csatlakozó országok delegációinak művészei lehetőséget kaptak kulturális értékeik és sokszínűségük felvonultatására. Többek között színházi társulatok, mozgás-és táncszínházak, zenészek, képzőművészek, filmesek és irodalmárok kaptak lehetőséget a bemutatkozásra.
A felsorolt programokon túl a bemutatkozó országok turisztikai kiállítása és gasztronómiai specialitásai is várták az érdeklődőket. Ezek mellett külpolitikai vonatkozása is volt a rendezvénynek: délutánonként egy kerekasztal beszélgetés keretein belül az adott ország csatlakozásával kapcsolatban felmerülő kérdések kerültek megvitatásra az Európai Bizottság Delegációja részvételével.

## Merlin Energia
2005-ben José Manuel Barroso megnyitotta a Merlin Európai Uniós Kulturális Központját, ezt követően pedig 2007-ben kezdetét vette a Merlin Energia nevű projekt, amelynek keretében Nobel-díjas tudósok és világhírű művészek látogattak a színházba.
A Merlin Energia egy olyan összművészeti eseménysorozat, amelyben nem csak színházi előadások, kiállítások, koncertek szerepelnek a repertoáron, hanem ugyanúgy helyet kapnak tudományos előadások, beszélgetések.
A program célja a felelősségteljes és környezettudatos attitűdre való sarkallás, amely nemcsak a magánembert, de a civil szervezeteket is megszólítja.
Az eseménysorozat az energiával kapcsolatos témaköröket kívánja ismertetni és a művészeteken keresztül integrálni az emberek gondolkodásába.
A programsorozat távolabbi célkitűzése, hogy Budapesten és a Merlin Színházon kívül több város és helyszín is bekapcsolódjon.

## A színház igazgatói
- Márton András (1991-1992)
- Lázár Kati (1991-1994)
- Jordán Tamás (1991-2003)
- Magács László (2003-)